# Xuray (Qusar)
Xuray è un comune dell'Azerbaigian situato nel distretto di Qusar. Conta una popolazione di 676 abitanti.